# Adam Weise

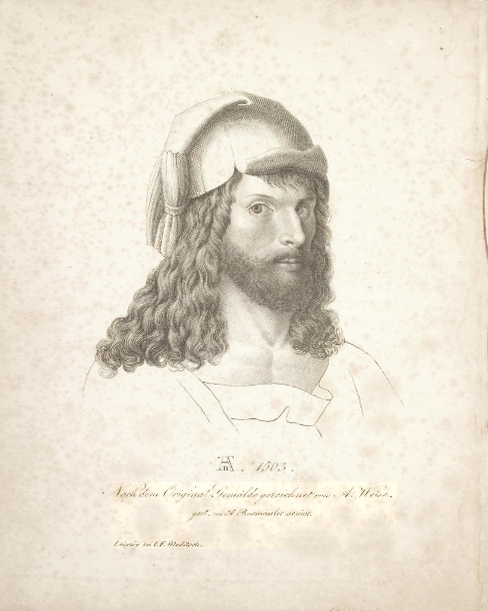
Albrecht Dürer 1819

Adam Immanuel Weise (* 7. April 1776 in Weimar; † 2. Juli 1835 in Halle (Saale)) war ein deutscher Maler, Kupferstecher, Kunstsammler, Schriftsteller, Kunsthistoriker und  Zeichenlehrer.
Im 16. Lebensjahr wurde Weise Schüler der Zeichenschule von Georg Melchior Kraus in Weimar.
Er verdiente damals seinen Lebensunterhalt durch das Kolorieren von Kupferstichen. Von Conrad Westermayr im Kupferstich ausgebildet, arbeitete er danach als Illustrator.
Er schloss sich zeitweise dem Heidelberger Romantikerkreis an.
Weise studierte seit 1811 in der Historienklasse der Allgemeinen Kunst-Akademie der Malerei, Bildhauer-Kunst, Kupferstecher- und Baukunst in Dresden bei Friedrich Matthäi.
Von 1813 bis 1815 nahm er an den Befreiungskriegen teil. Danach wurde Weise Zeichenlehrer an den Franckeschen Stiftungen.
Die Universität Jena erteilte ihm einen Doktortitel und berief ihn 1817 zum außerordentlichen Professor für die bildenden Künste. Ab 1820 bekleidete er zusätzlich das Amt eines Inspektors der neu gegründeten „Königlichen Kupferstichsammlungen bey der Universität Halle-Wittemberg“.
1823 war er als Professor der Zeichnenden Künste an der Königlichen Friedrichs-Universität zu Halle (Saale) tätig.
Neben seiner pädagogischen Tätigkeit verfasste Adam Weise vier Bücher über Kunstgeschichte.

## Werke
- Adam Weise: Albrecht Dürer und sein Zeitalter: ein Versuch : Johann Philipp Gleditsch, Leipzig 1819
- Adam Weise: Grundlage zu der Lehre von den verschiedenen Gattungen der Malerei : Ruffsche Verlags-Buchhandlung, Leipzig und Halle 1823
- Adam Weise: Guido, Lehrling Albrecht Dürers : Eine Erzählung aus dem sechszehnten Jahrhundert : Ackermann, Dessau 1825
- Adam Weise: Kunst und Leben : Ein Beitrag zur Landschaftsmalerei : Reinicke und Compagnie, Halle und Leipzig 1825